# Saint-Cyr-sous-Dourdan
Saint-Cyr-sous-Dourdan is een gemeente in het Franse departement Essonne (regio Île-de-France) en telt 995 inwoners (2004). De plaats maakt deel uit van het arrondissement Étampes.

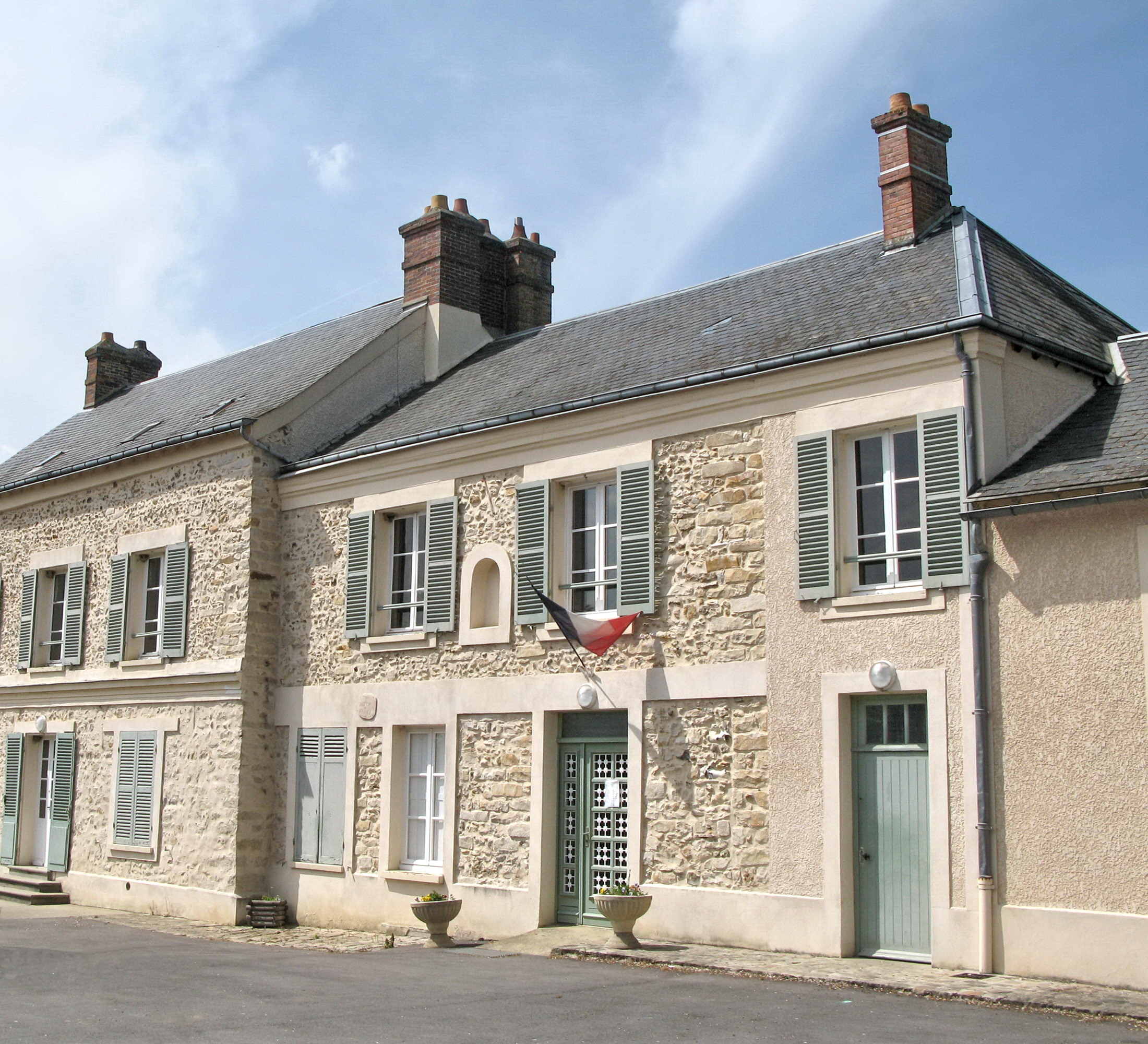
Gemeentehuis
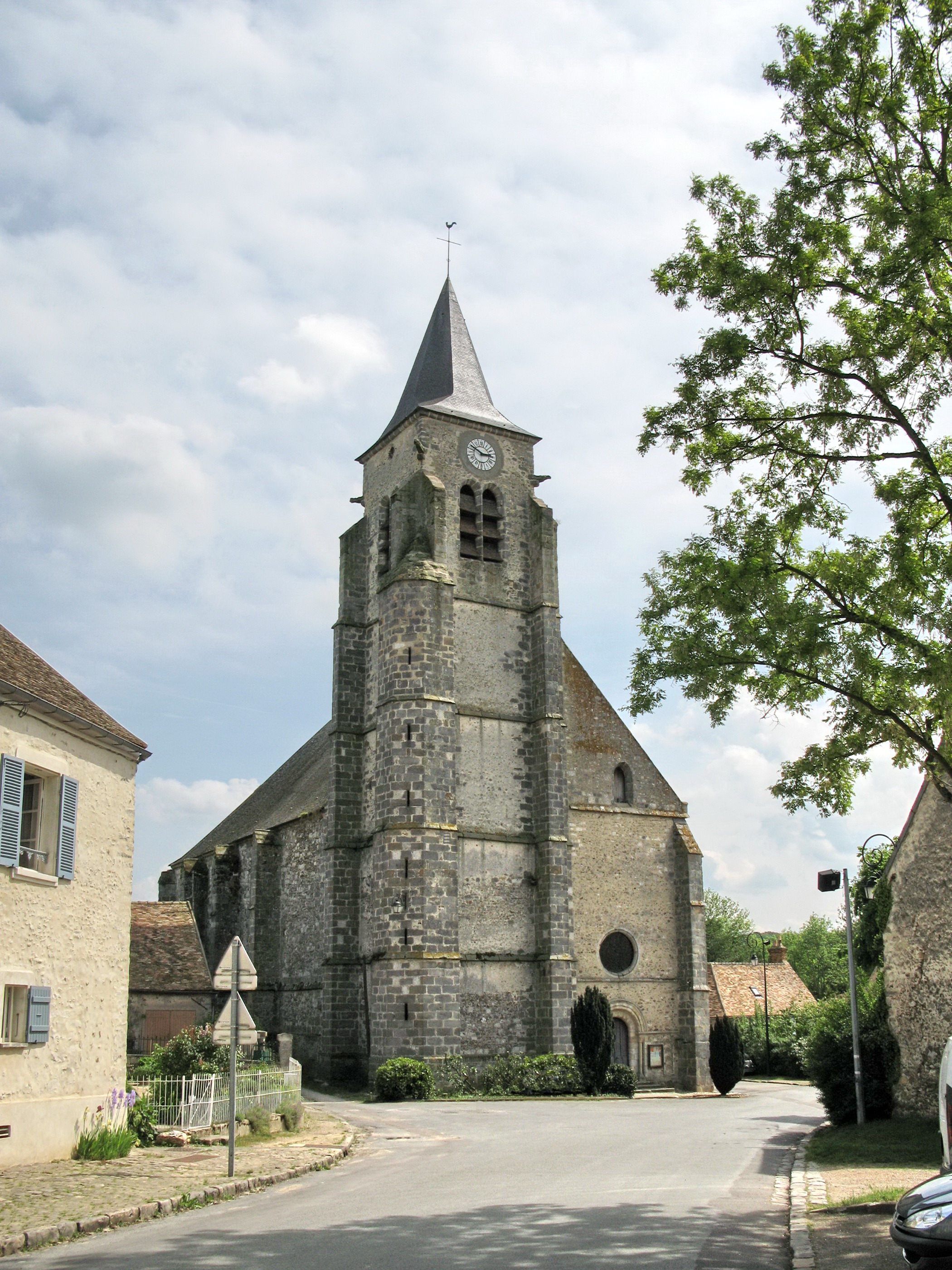
Kerk van Saint-Cyr-sous-Dourdan
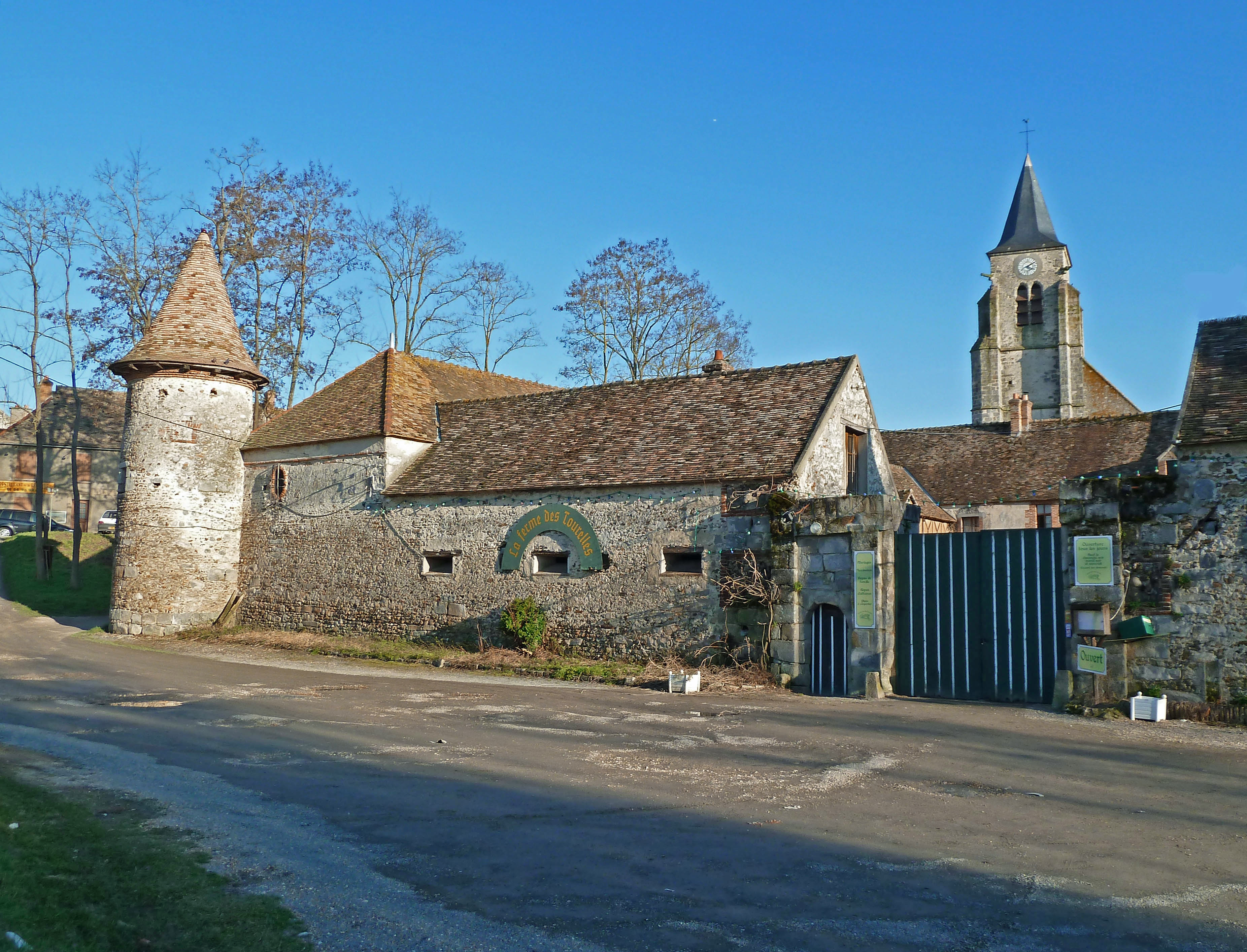
Pand met monumentstatus in Saint-Cyr-sous-Dourdan

## Geografie
De oppervlakte van Saint-Cyr-sous-Dourdan bedraagt 9,8 km², de bevolkingsdichtheid is 101,5 inwoners per km².
De onderstaande kaart toont de ligging van Saint-Cyr-sous-Dourdan met de belangrijkste infrastructuur en aangrenzende gemeenten.

## Demografie
Onderstaande figuur toont het verloop van het inwonertal (bron: INSEE-tellingen).